# Saint-Pierre-Brouck
Saint-Pierre-Brouck település Franciaországban, Nord megyében. Lakosainak száma 983 fő (2022. január 1.). Saint-Pierre-Brouck Bourbourg, Ruminghem, Holque, Cappelle-Brouck és Sainte-Marie-Kerque községekkel határos.

## Népesség
A település népessége az elmúlt években az alábbi módon változott:
| Lakosok száma | 1015 | 998  | 1010 | 995  | 991  | 985  | 984  | 984  | 983  |
|               | 2013 | 2015 | 2016 | 2017 | 2018 | 2019 | 2020 | 2021 | 2022 |